# Muzeum Hallwyl
Muzeum Hallwyl (szw. Hallwylska museet) – szwedzkie narodowe muzeum mieszczące się w Domu Hallwyl w centrum stolicy kraju, Sztokholmie. 

## Historia
Budowa obiektu trwała w latach 1893–1898. Zaprojektował go architekt Isak Gustaf Clason dla hrabiego Walthera von Hallwyla i jego małżonki Wilhelminy. Dom miał być biurem hrabiego oraz miejscem na umieszczenie bogatej kolekcji dzieł sztuki hrabiny, przywożonej z wielu jej podróży po całym świecie. Posiadłość z zewnątrz została zaprojektowana w zapożyczeniu z historycznych stylów, m.in. wczesnego hiszpańskiego renesansu i późnego weneckiego gotyku, we wnętrzach dominuje zaś styl wiktoriański. Przy budowie budynku wykorzystano najnowsze technologie tamtejszych czasów, np. centralne ogrzewanie czy elektryczne światło we wszystkich pomieszczeniach. Liczba pomieszczeń rezydencji wynosi 40 pokoi na 2000 metrach kwadratowych budynku. Koszt inwestycji wyniósł ok. 1,5 mln ówczesnych koron szwedzkich. 
W 1920 roku dom Hallwylów został przekazany państwu szwedzkiemu.
W 1938 otwarto go jako muzeum dla zwiedzających. 

## Zbiory
Muzeum Hallwyl posiada kolekcję liczącą ok. 50 000 obiektów. Wśród zbiorów znajdują się liczne dzieła sztuki, antyki, broń, kolekcje porcelany czy srebra.

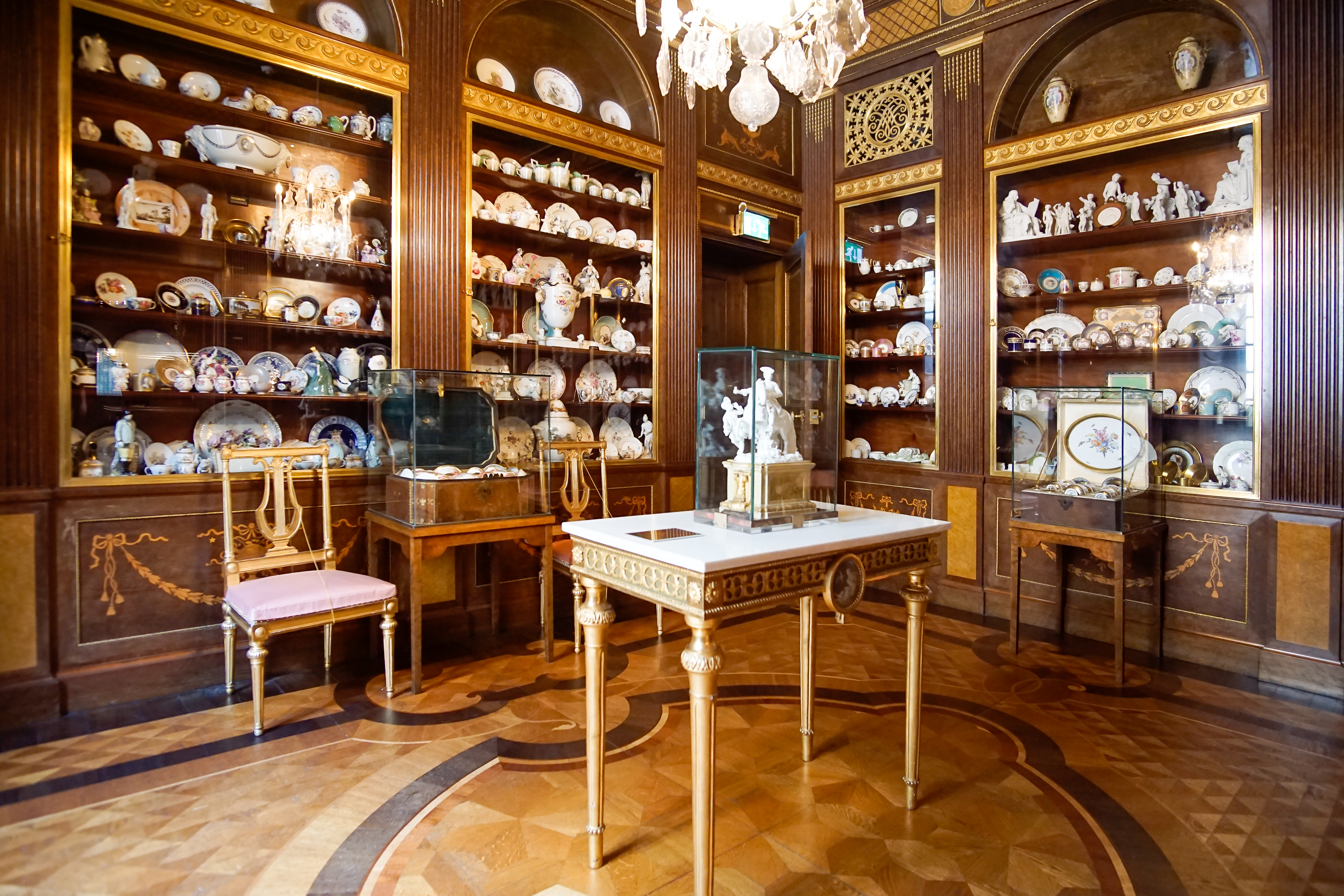
Zbiory porcelany Muzeum Hallwyl